# Psammogeton borszczowi
Psammogeton borszczowi är en flockblommig växtart som beskrevs av Vladimir Ippolitovich Lipsky. Psammogeton borszczowi ingår i släktet Psammogeton och familjen flockblommiga växter. Inga underarter finns listade i Catalogue of Life.